# Jesus Gutierrez Flores
Jesus Gutiérrez Flores, né le 6 août 1953 à Santiurde de Reinosa en Cantabrie et mort le 23 septembre 2017, est un écrivain, journaliste et historien spécialisé dans la répression durant la Guerre civile espagnole en Cantabrie et en Castille. Il a été jusqu'à sa retraite en 2014 professeur d'historia et lengua (histoire-géographie en espagnol, concernant l'Espagne) au collège-lycée Joffre à Montpellier pour les classes internationales espagnoles.

## Biographie
Jesus Gutiérrez Flores a obtenu sa licence de journalisme à l'Université complutense de Madrid, il est docteur en philosophie et en lettres, section géographie et histoire de l'université de Cantabrie où il a écrit sa thèse intitulée Vingt ans de conflit et de violence comme un mode de relation dans 313 villages de Burgos, Palencia et Cantabrie (1930-1950). Cette thèse donne des informations sur la région de Campoo au sud de la Cantabrie durant la seconde République espagnole, durant la Guerre civile espagnole et pendant la période du franquisme.
Jesús Gutierrez a estimé le nombre définitif de morts en Cantabrie à 3 679 pendant la Guerre civile. 1 144 victimes étaient républicaines dont 65 morts au camp de concentration de Mauthausen et 2 535 victimes du côté nationaliste.

## Œuvres publiées
- 1993: Crónicas de la 2 República y de la guerra civil en Reinosa y Campoo,  (ISBN 978-84-604-6883-7)
- 1997: Veinte años de conflicto y violencia como modo de relación en 313 pueblos de Cantabria, Burgos y Palencia (1930-1950).
- 2000: Guerra civil en una comarca de Cantabria, Campoo: análisis de la represión republicana y de la represión franquista, Tantín, Comité Organizador del Festival Cabuérniga Música de los Pueblos del Norte, 474 p,  (ISBN 978-84-95054-34-0)
- Guerra Civil en Reinosa y Campoo. Apuntes antropológicos.
- 2007: Guerra Civil en Cantabria y pueblos de Castilla (Tomo I) y Guerra Civil en Cantabria y pueblos de Castilla - Relación de víctimas en Cantabria y pueblos de Castilla y León (Tomo II).
- 2007: Cuatro derroteros militares de la Guerra Civil en Cantabria (con Enrique Gudín de la Lama), Santander, 344 p.  (ISBN 978-84-611-7940-4)